# Termópilas

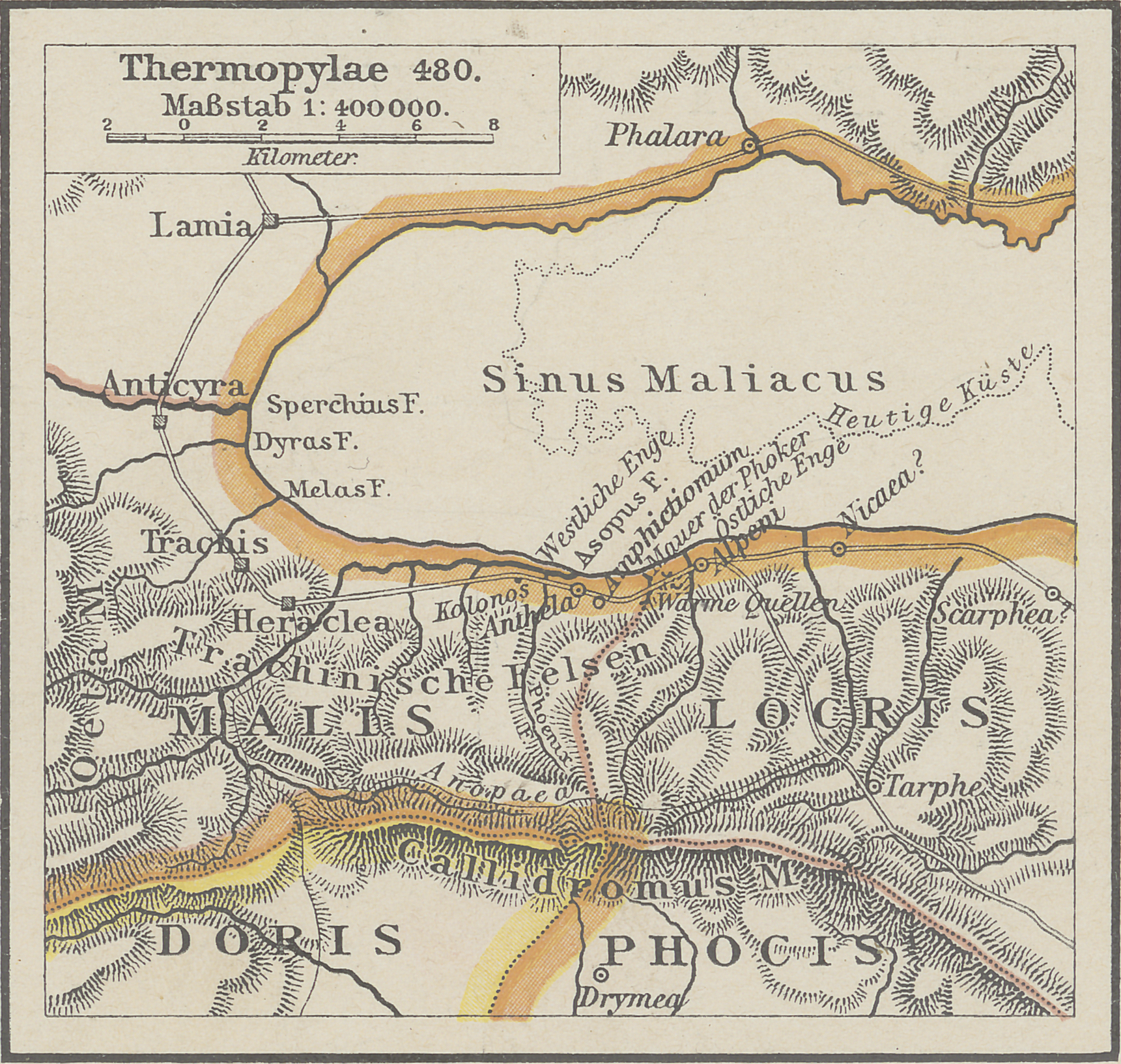
O desfiladeiro das Termópilas, tal como se apresentava por volta do ano 480 a.C. — uma estreita língua de terra entre o Golfo de Mália e os Montes Eta e Calídromo. Foi aí que se travou aquela que é, provavelmente, uma das mais conhecidas batalhas da Antiguidade Clássica.

Termópilas (do grego Θερμοπύλαι, transl. thermopylai, "portas quentes"; em demótico moderno Θερμοπύλες, transl. thermopyles) é um lugar na Grécia, onde existia uma passagem costeira estreita na antiguidade. Seu nome deriva de suas fontes sulfurosas. Os Portões Quentes são "o local de nascentes de águas quentes" e na mitologia grega era uma das entradas cavernosas para o Hades.
É mundialmente famosa pela batalha que ali teve lugar entre as forças gregas lideradas pelos espartanos contra os persas, dando origem ao famoso epitáfio aos 300 de Esparta, que teria sido escrito por Simônides de Ceos. É a única rota de terra grande o suficiente para suportar qualquer tipo de tráfego significativo entre a Lócrida e Tessália. Esta passagem de norte a sul ao longo da costa leste da península balcânica requer o uso do local e por esta razão as Termópilas têm sido o local de diversas batalhas.
Devem o seu nome ao facto de no seu interior existirem duas fontes sulfurosas, sendo que o estreito — uma simples faixa de areia entre o mar e o desfiladeiro  —, em três dos seus troços (as três «portas», donde o estreito houve o seu nome), era de tal forma estreito que, de acordo com a narrativa do historiador antigo Heródoto de Halicarnasso, apenas podia passar um carro de cada vez. Tratava-se de uma região relativamente estéril, apta somente para o pastoreio. Nas proximidades do desfiladeiro correm dois rios: o Asopo e o Esperqueu, os quais, ao longo dos séculos, foram depositando sedimentos nas imediações do estreito, fazendo aumentar a estreita faixa de terra entre o desfiladeiro e o mar, de apenas cerca de 13 metros, para vários quilómetros de comprimento, consoante os locais.
As Térmopilas tornaram-se conhecidas após a célebre batalha do mesmo nome, que opôs os defensores da Grécia aos persas invasores, em meados de 480 a.C., no decorrer da Segunda Guerra Médica, tendo-se tornado sinónimo de resistência heróica ao inimigo. Houve, contudo, várias outras batalhas travadas nesse estreito, ao longo da Antiguidade Clássica.

## Cultura popular

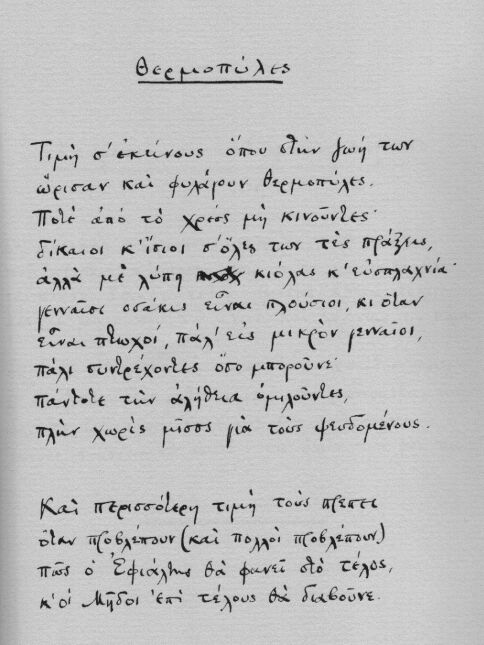
O poema Θερμοπύλες (Thermopyles) de Konstantínos Kaváfis.

Hoje em dia, ergue-se no local um monumento, inaugurado em 1955, dedicado ao rei Leónidas I de Esparta, com a inscrição abaixo, que faz referência ao pedido persa para que eles depusessem suas armas:
«Venham buscá-las»
E um outro monumento aos seus míticos Trezentos Espartanos que aí o acompanharam na morte; nele figura uma lápide com os célebres versos de Simónides de Ceos escritos em epitáfio:
´Ω ξεíν´, ´αγγέλλειν Λακεδαιμονíοις ´οτι τηδε 
 κείμεθα τοîς κείνων ρήμασι πειθόμενοι.
Ou em português (tradução de Maria Helena da Rocha Pereira, in Hélade, 6.ª ed., Coimbra, FLUC, 1995, p. 148):
«Viajante vá dizer aos espartanos que aqui pela lei de esparta nos repousamos.»
Outra tradução possível: 
«Digam aos espartanos, estranhos que passam, que aqui,
obedientes às suas leis, jazemos.»
Ou ainda:
«Passante, aos espartanos dizei,
Que aqui jazemos, em obediência à lei.»
Fotos desse monumento podem ser encontradas na versão em língua neerlandesa desta página, aqui.
Também o poeta grego do século XX, Konstantínos Kaváfis, dedicou um poema a este passo, do qual se pode ver a primeira página ao lado.